# Букхорст, Фике
Жозефине Франсиска Мария (Фике) Букхорст (в замужестве — ван Гринсвен) (нидерл. Josephine Francisca Maria (Fieke) Boekhorst (van Grienbergen), 18 декабря 1957, Хелмонд, Нидерланды) — нидерландская хоккеистка (хоккей на траве), защитник. Олимпийская чемпионка 1984 года, двукратная чемпионка мира 1978 и 1983 годов, серебряный призёр чемпионата мира 1981 года, чемпионка Европы 1984 года.

## Биография
Марьолейн Эйсвогел родилась 18 декабря 1957 года в нидерландском городе Хелмонд.
Играла в хоккей на траве за «Эйндховенсе».
16 сентября дебютировала в сборной Нидерландов, сыграв в Москве в матче против сборной Индии (4:1).
В 1978 и 1983 годах в составе женской сборной Нидерландов выигрывала золотые медали чемпионатов мира в Мадриде и Куала-Лумпуре, в 1981 году — серебряную медаль чемпионата мира в Буэнос-Айресе.
В 1984 году стала победительницей чемпионата Европы в Лилле.
В 1984 году вошла в состав женской сборной Нидерландов по хоккею на траве на летних Олимпийских играх в Лос-Анджелесе и завоевала золотую медаль. Играла на позиции нападающего, провела 5 матчей, забила 5 мячей (два в ворота сборной ФРГ, по одному — Новой Зеландии, США и Австралии).
Последний матч в сборной провела 10 ноября 1985 года против хоккеисток Великобритании (6:0).
За несколько месяцев до чемпионата мира 1986 года во время матча по индорхоккею получила тяжёлую травму колена, вынудившую Букхорст завершить карьеру. Тем не менее она вошла в состав тренерского штаба сборной Нидерландов на чемпионат мира в качестве аналитика.
В 1978—1985 годах провела за сборную Нидерландов 90 матчей, забила 106 мячей.
Сильной стороной Букхорст было мастерское исполнение штрафных угловых.
По окончании игровой карьеры стала тренером, работала с мальчиками и девочками в клубе «Хелмонд».